# Stilpnophyllum grandifolium
Stilpnophyllum grandifolium là một loài cây gỗ thuộc họ Rubiaceae. Đây là loài đặc hữu của phía đông nam Ecuador, nơi có hai quần thể được biết đến ở Nangaritza Canton, và có thể có ở Peru. Tuy nhiên trong mạng lưới khu vực bảo tồn của Ecuador không tồn tại loài này, tuy nhiên gần Vườn quốc gia Podocarpus thì có thu thập. Đây là loài nguy cấp do bị phá huỷ môi trường sống liên quan tới quá trình đô thị hoá thiếu tổ chức, đặt mình và phá rừng.